# Distrikt Santiago de Quirahuara
Der Distrikt Santiago de Quirahuara liegt in der Provinz Huaytará in der Region Huancavelica in Südzentral-Peru. Der Distrikt wurde am 26. Januar 1956 gegründet. Er besitzt eine Fläche von 175 km². Beim Zensus 2017 wurden 396 Einwohner gezählt. Im Jahr 1993 lag die Einwohnerzahl bei 707, im Jahr 2007 bei 698. Sitz der Distriktverwaltung ist die 2802 m hoch gelegene Ortschaft Santiago de Quirahuara mit 231 Einwohnern (Stand 2017). Santiago de Quirahuara liegt 65 km südöstlich der Provinzhauptstadt Huaytará.

## Geographische Lage
Der Distrikt Santiago de Quirahuara liegt in der peruanischen Westkordillere im äußersten Südosten der Provinz Huaytará. Die Längsausdehnung in Ost-West-Richtung beträgt knapp 28 km, die maximale Breite liegt bei etwa 6,5 km. Im Osten des Distrikts befindet sich das Quellgebiet des Río Grande (im Oberlauf auch Río Condorchaca). Der Río Grande fließt nach Nordwesten, verlässt das Distriktareal und bildet später nach Süden fließend deren westliche Grenze. Der Río Lamary, ein linker Nebenfluss des Río Grande, entwässert den westlichen Teil des Distrikts nach Westen.
Der Distrikt Santiago de Quirahuara grenzt im Westen und im westlichen Norden an den Distrikt Ocoyo, im östlichen Norden an den Distrikt Querco, im Osten an den Distrikt Sancos (Provinz Huanca Sancos) sowie im Süden an die Distrikte Llauta und Huac-Huas (beide in der Provinz Lucanas).